# Гідрологія, гідрохімія і гідроекологія
«Гідрологія, гідрохімія і гідроекологія» (ISSN: 2306-5680) — періодичний науковий збірник, що заснований 2000 року за ініціативи доктора географічних наук, професора, заслуженого діяча науки і техніки України, завідувача кафедри гідрології та гідроекології географічного факультету Київського національного університету імені Тараса Шевченка В. К. Хільчевського — головний редактор.
Видається Київським національним університетом імені Тараса Шевченка. Обсяг близько 15 друкованих аркушів.
Періодичність видання — 4 рази на рік. Вийшло 57 випусків (2020 рік). Публікується українською мовою, розміщує також матеріали мовою оригіналу.
У 2013 р. змінено дизайн обкладинки та збільшено формат (аркуш А4).

## Реєстрація
- Постановою Президії ВАК України № 1-01/10 від 13.12.2000 р. збірник включено до переліку фахових періодичних наукових видань за спеціальностями «Географічні науки».

- Зарєстровано Міністерством юстиції України 8.10.2009 р. (наказ № 1806/5).

- Свідоцтво про державну реєстрацію друкованого засобу масової інформації КВ № 15819-4291Р від 8.10.2009 р.

- Атестовано ВАК України — постанова президії ВАК України № 1-052/2 від 10.03.2010 р.

## Тематика

Обкладинка наукового збірника «Гідрологія, гідрохімія і гідроекологія» у 2000—2012 роках

- У збірнику висвітлюються результати теоретичних, прикладних і регіональних досліджень природних вод, їх фізичних властивостей, хімічного й біологічного складу, гідрологічних процесів та їх зв'язок з компонентами ландшафту в різних природних зонах. Висвітлюються результати експериментальних досліджень на Богуславському гідролого-гідрохімічному стаціонарі на річці Рось.
- Аналізуються чинники та наслідки антропогенних змін водних об'єктів, спричинені господарською діяльністю людини. З'ясовується ефективність заходів з регулювання кількісних і якісних показників водних ресурсів.
- Розглядаються науково-методичні аспекти міжнародного співробітництва в галузі комплексного використання та охорони вод (транскордонні річкові басейни з Румунією, Угорщиною, Словаччиною, Польщею, Білоруссю, Росією).
- Обговорюються питання сучасної гідрологічної та гідроекологічної освіти у ВНЗ.

Автори — вчені Київського національного університету імені Тараса Шевченка, у збірнику також друкуються статті викладачів інших ВНЗ України, вчених НАН України, галузевих інститутів, закордонних університетів.

## Редакційна колегія
До редколегії журналу в різний час входили:
- Хільчевський В. К. — (головний редактор), доктор географічних наук, професор, заслужений діяч науки і техніки України;
- Гребінь В. В. — (заступник головного редактора), доктор географічних наук, професор;
- Лук'янець О. І. — (відповідальний секретар), кандидат географічних наук, доцент;
- Гопченко Є. Д., доктор географічних наук, професор;
- Линник П. М., доктор хімічних наук, професор;
- Ободовський О. Г., доктор географічних наук, професор;
- Осадча Н. М., доктор географічних наук;
- Осадчий В. І., доктор географічних наук, член-кореспондент НАН України;
- Самойленко В. М., доктор географічних наук, професор;
- Сніжко С. І., доктор географічних наук, професор;
- Тімченко В. М., доктор географічних наук, професор;
- Яцик А. В., доктор технічних наук, академік Національної академії аграрних наук України.

## Електронні ресурси статей збірника у НБУ імені В.І.Вернадського
PDF-формати статей, опублікованих у науковому збірнику «Гідрологія, гідрохімія і гідроекологія», починаючи з 2010 р., містяться на електронних ресурсах Національної бібліотеки України імені В. І. Вернадського (рубрика «Наукова періодика» — «Гідрологія, гідрохімія і гідроекологія»).
Узагальнені переліки статей, вміщених у науковому збірнику «Гідрологія, гідрохімія і гідроекологія», опубліковано у збірнику:
- 2011 р. — № 2(23) — перелік статей за 2000—2010 рр.[2].
- 2015 р. — № 4(39) — перелік статей за 2011—2015 рр.[3].
- 2020 р. — № 2(57) — перелік статей за 2016—2020 рр.